# Dragon Ball: Advanced Adventure
Dragon Ball: Advanced Adventure (ドラゴンボール アドバンス アドベンチャー, Doragon bōru: Adobansu adobenchā, littéralement « Dragon Ball: Advanced Adventure ») est un jeu vidéo d'action-aventure, développé par Dimps sur l'univers de Dragon Ball. Le jeu est publié sur Game Boy Advance au Japon le 18 novembre 2004, en Europe le 17 juin 2005 et aux États-Unis, le 6 juin 2006.

## Système de jeu
Le jeu dispose de quatre modes : histoire, un contre un, versus et un mode extra. Le principal mode est le mode histoire, le joueur prend en main Son Goku, dont l'histoire retrace tout l'arc Dragon Ball, à l'exception de la partie avec Piccolo, qui est manquante à l'histoire.
Le joueur évolue de niveau en niveau, qui sont répartis dans une carte dans lequel le joueur s'y déplace, similaire à Super Mario World. Chaque niveau cache des objets à collecter (54 au total), comme les lunettes de Tortue Géniale, certains objets peuvent augmenter la barre de vie ou la barre de ki de Son Goku. La barre de ki permet à Goku d'utiliser son bâton magique, qui inflige des dégâts de zone ou d'utiliser le Kamé Hamé Ha. Pour les mouvements classiques, le personnage peut sauter, sprinter et rebondir sur les murs.